# Michael Salvatori
Michael Salvatori est un compositeur de musique américain surtout connu pour sa collaboration avec Martin O'Donnell pour avoir créé les bandes originales des jeux des séries Halo et Destiny au sein du studio de développement Bungie. Mais le 30 octobre 2023, un licenciement massif touche l'entreprise américaine, signant, après plus de 20 ans, la fin du contrat entre le studio et le compositeur. Michael Salvatori a aussi travaillé pour des musiques ou effets sonores pour les sociétés Disney et Wideload Games.

## Travail avec Bungie
Dans le cadre de sa collaboration avec O'Donnell au sein de leur société Total Audio, Salvatori contracta avec Bungie pour le projet vidéoludique en développement à l'époque : Halo. Au regard du contexte entre les deux sociétés (Total Audio a entretenu une relation étroite avec Bungie, en offrant ses services pour chaque jeu Halo), Bungie décida d'embaucher Martin O'Donnell, qui accepta. Michael Salvatori resta quant à lui à Total Audio pour gérer l'aspect financier de la société. Il est à noter que Salvatori assista O'Donnell dans le travail de composition sur les jeux Halo 2, Halo 3 et Halo 3 : ODST. Il aussi participé avec O'Donnel à la création de musiques de Destiny.